# Іванюк Марина Петрівна
Мари́на Петрі́вна Іваню́к (нар. 19 вересня 1990) — українська професійна велосипедистка.

## З життєпису
Народилась 1990 року. Представляє команду Житомирської області. Виступала за жіночу континентальну команду UCI Astana.
2017 року була серед переможниць жіночих велоперегонів Horizon Park Women Challenge — Таїса Наскович (Білорусь), Алжбета Бачікова-Павлендова (Словаччина) та Марина Іванюк.
2020 року на Чемпіонаті України з велоспорту у Львові в багатоденній гонці Тетяна Рябченко, Марина Іванюк, Анастасія Ішман та Анна Гулак посіли перше місце в командному заліку серед жінок.
2021 року в Пуатьє на 33-му Чемпіонаті світу з військових видів спорту (33rd World Military Cycling Championship) — у велосипедному спорту на шосе серед військовослужбовців — збірна України здобула золоту медаль в груповій гонці серед жінок на дистанції 70 км. У складі команди змагалися: Юлія Бірюкова, Ганна Нагірна, Євгенія Висоцька і Марина Іванюк.